# Nikolai Korotkov
Nikolai Sergeyevich Korotkov (depois de romanizado, Korotkoff; em russo:  Николай Сергеевич Коротков) 26 de fevereiro de 1874 – 14 de março 1920) foi um cirurgião russo, pioneiro de século XX na cirurgia vascular, e inventor da técnica auscultatória para aferir a pressão arterial. O método foi inventado no início do século XX, a partir de equipamento esfignomanômetro, desenvolvido inicialmente por Samuel Siegfried Karl Ritter von Basch, em 1881 e aperfeiçoado pelo médico italiano Riva Rocci, em 1896.
Os sons, ruídos ou fases de Korotkoff podem ser detectados na maioria dos indivíduos e se compõe de cinco fases:
Fase I - Corresponde ao aparecimento do primeiro som, ao qual se seguem batidas progressivamente mais fortes, bem distintas e de alta frequência (correlação com o nível da pressão sistólica).
Fase II - Som adquire característica de zumbido e sopro, podendo ocorrer sons de baixa frequência, que eventualmente determinam o hiato auscultatório.
Fase III - Sons nítidos e intensos.
Fase IV - Abafamento dos sons, correspondendo ao momento próximo ao seu desaparecimento.
Fase V - Desaparecimento total dos sons (correlação com a pressão diastólica).